# Ceracis punctulatus
Ceracis punctulatus es una especie de coleóptero de la familia Ciidae.

## Distribución geográfica
Se encuentra Al Este de América del Norte, Cuba y Jamaica.